# Metaltella simoni
Metaltella simoni là một loài nhện trong họ Amphinectidae. Loài này phân bố ở Brazilië, Uruguay en Argentinië. Als invasiegast is hij ook bekend in Californië.
Bản mẫu:Bronnen